# 休日
休日（きゅうじつ）は、「休みの日」で業務や授業などを休業する日である。『広辞苑』は「休日」の2番目の意味として、特に日曜日や国民の祝日（≒各国の法定の祝日）など、としている。
「休暇」（きゅうか）は、学校、会社、官庁などの休業日で、日曜日や祝祭日以外の休業日とされる。
日本語は、業務や授業を休む日を「休日」、業務や授業を行う日を「平日」と称する。英語は、週末の休日をweekend（ウィークエンド）と称し、月曜日から金曜日をweekday（ウィークデイ）と称する。

## 概要
休日は政府や自治体などが定め、日曜日など週毎の「週休」に加え、多くの国が「独立記念日」などを休日としている。民間は「創業記念日」などを休日としている事例が多い。
民間企業で週末に収益が伸びる場合、平日に休日を設定している場合があり、「平日休み」などと称される。土日祝を「休日」に代えて「特日」と称する場合もある）。日本の図書館など、週末は開館して平日に休館する事例が多い。

## 世界の休日・休暇

### 世界の休暇日数
| 国名             | 法定日数                                                             |
| ---------------- | -------------------------------------------------------------------- |
| フランス         | 7週間（5週間と2週間の変則休日)                                       |
| スウェーデン     | 5週間                                                                |
| オーストリア     | 5週間、高齢労働者は6週間                                             |
| フィンランド     | 5週間                                                                |
| アイルランド     | 4週間と祝日9日                                                       |
| ドイツ           | 日曜日を含まない24日間と祝日9 - 13日                                 |
| スペイン         | 暦で30日                                                             |
| ペルー           | 暦で30日                                                             |
| チュニジア       | 30営業日                                                             |
| 欧州連合         | 4週間、数か国はそれ以上                                              |
| オランダ         | 4週間                                                                |
| スイス           | 4週間                                                                |
| チェコ           | 4週間                                                                |
| ニュージーランド | 4週間（2007年4月1日から）                                            |
| オーストラリア   | 特に規定はないが4週間程度が標準的、有給で長期休暇がある              |
| イギリス         | 暦で20日と祝日8日                                                    |
| ノルウェー       | 25営業日                                                             |
| ウクライナ       | 暦で24日                                                             |
| 南アフリカ共和国 | 連続21日                                                             |
| ベルギー         | 有給で20日                                                           |
| ブラジル         | 暦で30日                                                             |
| ポーランド       | 平日20日、10年勤労で26日                                             |
| ブルキナファソ   | 平日20日                                                             |
| ハンガリー       | 20営業日                                                             |
| ルーマニア       | 最低20営業日                                                         |
| 日本             | 一般の労働者は勤続6か月で10労働日、以後勤続1年ごとに所定の日数を加算 |
| バハマ           | 1年勤労で2週間、 5年目以降は3週間                                    |
| チリ             | 15営業日                                                             |
| プエルトリコ     | 15日                                                                 |
| サウジアラビア   | 15日                                                                 |
| ベネズエラ       | 有給15日                                                             |
| パラグアイ       | 2週間                                                                |
| コロンビア       | 2週間                                                                |
| エクアドル       | 2週間                                                                |
| ウルグアイ       | 2週間                                                                |
| イスラエル       | 14日                                                                 |
| アルゼンチン     | 暦で12日                                                             |
| トルコ           | 12営業日                                                             |
| ベネズエラ       | 10営業日                                                             |
| カナダ           | 10営業日、地方政府の決定                                             |
| アメリカ合衆国   | 特に規定はないが7 - 21日程度が標準的、一般は10営業日                 |
| 韓国             | 10営業日                                                             |
| メキシコ         | 1週間                                                                |
| 香港             | 7日                                                                  |
| シンガポール     | 7日                                                                  |
| 台湾             | 7日                                                                  |
| 中国             | 1年勤務5日 10年勤務10日 20年以上勤務15日                             |

### 革命暦における休日
革命暦が使用されていた地域では、その時期は七曜からなる曜日が廃止されていたため、休日の定義も大きく変わっていた。
- フランス革命暦では1か月は全て30日とされ、各月10日・20日・30日と年末の5〜6日間が休日とされた。
- ソビエト連邦暦ではまず1か月は全て30日とされ、各週は黄曜日・桃曜日・赤曜日・紫曜日・緑曜日の5曜制が取られた。どの曜日が休日に当たるかは各人により異なっていた。その後各月6日・12日・18日・24日・30日を休日とする制度に移行した。

## 日本における休日（休暇）
日本の現在の法令上の「休日」は1948年に公布された国民の祝日に関する法律、国会に置かれる機関の休日に関する法律、裁判所の休日に関する法律、行政機関の休日に関する法律、検察審査会法（裁判所の休日に関する法律1条の規定を準用）などにより規定された休日である（「#政府機関における休日」参照）。
明治時代に入り祝祭日が制定され、「年中祭日祝日ノ休暇日ヲ定ム」（明治6年10月14日太政官第344号布告）「休日ニ関スル件」、次いで（昭和2年勅令第25号）が施行された。旧祝祭日は、神事や宮中祭祀、年中行事など、長きに亘って継承されきた行事や大祭日を根拠としていた。「祭日」という言葉は、神道における祭祀に由来する用語であったが、1948年に施行された現行法により敗戦後に廃止となった。現在は「祝日」が用いられている。祭日や旗日、祝祭日などの旧称は、現況では神道関係者や高齢者などにおいて、継承して使用されている。日本国内では、地域の大祭について「祭日」と称する場合があるが、これはこの記事で扱う公的な「休日」とは別概念である。
日本において、多くの人々が事実上 連休となるものに4月〜5月にある「ゴールデンウィーク休暇」、8月にある「お盆休み（休暇）」、7月〜8月ごろの夏季休暇（夏休み）、12月〜1月の「年末年始休暇」がある。日本では2019年の5月1日（メーデー）が平成から令和への改元のための祝日になり、4月27日〜5月6日が10連休となった。

### 日本の国民の祝日・休日
国民の祝日に関する法律第3条では休日を以下のように定めている。
1. 「国民の祝日」は、休日とする。（特例法によるみなし休日を含む）
2. 「国民の祝日」が日曜日に当たるときは、その日の後においてその日に最も近い「国民の祝日」でない日を休日とする。（振替休日）
3. その日の前日及び翌日が「国民の祝日」である日（日曜日に当たる日及び前項に規定する休日に当たる日を除く）は、休日とする。（国民の休日）

### 政府機関における休日

#### 国の機関・地方公共団体の休日に関する法律
日本では、以下の法律で国家機関（裁判所、税務署、公共職業安定所など）および地方公共団体（区・市・町・村役場など）の休日が規定されており、民間企業（コンビニエンスストア、製造業、警備員など）と異なり、「24時間体制」や「年中無休」による交代勤務の業務は義務づけていない。
例外として、警察官、消防士、自衛官、海上保安官、刑務官などの公安職をはじめ、交通関係の現業職員（航空管制官・公営交通の運輸職員など）、気象庁の観測・予報などの現場、国公立病院の医療職員、空港の検疫所の現業職員などは休日および深夜・早朝の勤務を行っている。
- 国会に置かれる機関（裁判官弾劾裁判所、裁判官訴追委員会、国立国会図書館並びに各議院に置かれる事務局及び法制局その他法令に基づき各議院に置かれる機関で両議院の議長が協議して定めるもの）：国会に置かれる機関の休日に関する法律1条
- 裁判所：裁判所の休日に関する法律1条
- 国の行政機関（法律の規定に基づき内閣に置かれる各機関、内閣の統轄の下に行政事務をつかさどる機関として置かれる各機関及び内閣の所轄の下に置かれる機関並びに会計検査院）：行政機関の休日に関する法律1条
- 検察審査会：検察審査会法45条の2

これら4つの法律では休日を以下のように具体的に定めている。
1. 日曜日及び土曜日[注 2]
2. 国民の祝日に関する法律に規定する休日（特例法によるみなし休日を含む）
3. 12月29日から翌年1月3日まで

#### 地方公共団体の休日
地方公共団体の休日は地方自治法4条の2第1項により条例により定めるものとされている。
地方公共団体の休日は、次に掲げる日について定めるものとされているが（同条2項）、実際には国の機関と同じ日が休日として定められている。
1. 日曜日及び土曜日[注 2]
2. 国民の祝日に関する法律に規定する休日（特例法によるみなし休日を含む）
3. 年末又は年始における日で条例で定めるもの

これらに加えて、当該地方公共団体において特別な歴史的、社会的意義を有し、住民がこぞって記念することが定着している日で、当該地方公共団体の休日とすることについて広く国民の理解を得られるようなものは、総務大臣と協議のうえ条例により地方公共団体の休日として定めることができる（同条3項）。
この法律条文に基づき、慰霊の日（6月23日）は沖縄県および同県内市町村の休日、平和記念日（8月6日）は広島市の休日であり、当該自治体の機関は閉庁となる。しかし、国民の祝日に関する法律に規定する休日ではないため、例えば国の機関や道路標識などにおいては、通常は平日扱いとなる。

#### 具体的状況
上記の通り、行政機関や地方公共団体（市町村役場など）は「土曜日・日曜日・祝日・年末年始」が休日（休業日）で、年中無休の業務を義務付けていないため、法令や条例などで定められた国・裁判所・地方公共団体などに対する申請・届出や、裁判所への申し立て・届出などで「○○の日から30日以内」のように明確な期限が定められている場合、期限の最終日が休日たる「土・日曜日・祝日・年末年始」と重なる場合もありえる。このような場合、原則として「当該休日の翌日」をもって、その期限の最終日とする旨がみなされている（行政機関の休日に関する法律、裁判所の休日に関する法律）。
市町村役場は、出生届や死亡届などを受け付けるため、24時間体制で宿直者が常駐している場合もある。裁判所でも書類の受付のため24時間体制で警備員が常駐している場合もある。
その他、官庁・地方公共団体によっては休日とされる日でも一部だけ業務を行っているところもあるが（実例としては一部市町村役場における休日開庁による住民票や戸籍関係書類の発行、一部のハローワークにおける土曜日の求人情報の検索や紹介状の発行など）、平日における全ての業務は行っていない。
自治体の施設で、諸手続きを行う場所ではないサービス施設（図書館、市民会館など）は土曜日・日曜日・祝日でも開館し、空いた平日を休館日に設定していることがほとんどである。前述の国立国会図書館も、休館日は日曜日・国民の祝日・休日・年末年始・第3水曜日（資料整理休館日）となっており、土曜日は関西館は通常通り、東京本館は開館時間が短くなるが業務を行っている。国立国会図書館の国際子ども図書館の休館日は月曜日・国民の祝日・休日（5月5日のこどもの日は開館）・年末年始・第3水曜日（資料整理休館日）となっており、土曜日・日曜日も平日と同様の開館時間である。

### 訴訟における休日の取扱
訴訟法上の期間については、その期間の末日が日曜日、土曜日、国民の祝日に関する法律に規定する休日、1月1日から3日、12月29日から31日に当たるときは、その翌日をもって満了とし（民事訴訟法第95条第3項）、またはこれを算入しない（刑事訴訟法第55条第3項）。民事訴訟においては、やむを得ない場合を除いて、一般の休日に期日を指定することができず（民事訴訟法第93条第2項）、執行官は執行裁判所の許可がなければ休日その他の一般の休日及び午後7時から翌日の午前7時までの間は、その職務を行うことができない（民事執行法第8条第1項）など、休日に特定の行為をすることが禁止されている。

### 保険医療機関における休日の扱い
保険医療機関における休日の扱いは異なり、公的機関における休日から土曜日を除外した日である。
保険医療機関において土曜日を通常休診としている場合には、保険者にとって休日扱いとはならないことに注意する必要がある。あくまでも国民の祝休日のみ休日扱いとなる。役所にとって休日でも保険医療機関（特に民間）は土曜日の午前6時から午後10時までは、たとえ急患を診療しても保険者に対しては平日扱いとなる（土曜日の日中に急患で診療しても保険者側には平日扱いされる。診療側は保険者に休日加算を請求はできない。

### 道路標識などにおける休日
道路標識および道路標示において「日・時間」を表示する補助標識にある「休日」表示は、『国民の祝日に関する法律に規定する休日』を言う。
祝日など（国民の祝日・振替休日・国民の休日）だけが「休日」に該当する。土曜日や年末年始の期間であって、これらの「祝日など」に該当しない日は、「休日」扱いとはならない。前述の地方公共団体で定める休日も同様である。
（根拠法令：道路標識、区画線及び道路標示に関する命令（昭和35年12月17日総理府・建設省令第3号）別表第2 備考の二の（一）の2）

### 金融機関における休日
日本では、以下の法律および政令の規定において、金融機関（銀行・長期信用銀行・商工組合中央金庫・労働金庫（連合会）・信用金庫（連合会）・信用協同組合（連合会））の休日が規定されている。
- 銀行法第15条第1項、銀行法施行令第5条第1項
- 長期信用銀行法第17条において準用する銀行法第15条第1項、長期信用銀行法施行令第6条において準用する銀行法施行令第5条第1項
- 株式会社商工組合中央金庫法第31条第1項・株式会社商工組合中央金庫法施行令第12条第1項
- 労働金庫法第94条第1項、労働金庫法施行令第6条第1項
- 信用金庫法第89条第1項、信用金庫法施行令第12条第1項
- 協同組合による金融事業に関する法律第6条第1項、協同組合による金融事業に関する法律施行令第4条第1項

これらの法律は休日を以下のように定め、金融機関に年中無休の業務を義務付けていない。
1. 日曜日（法律）
2. 国民の祝日に関する法律に規定する休日[注 4]（政令）
3. 12月31日から翌年の1月3日までの日（前号に掲げる日を除く）（政令）
4. 土曜日（政令）

農林中央金庫も基本的に上記に準じる（農林中央金庫法施行規則148条1項）。
金融機関は、休業する場合は前掲の日に限る。以下に該当した場合は一部の営業所について休日とすることができる。
1. 営業所の所在地における一般の休日に当たる日で当該営業所の休日として主務大臣が告示した日
2. 営業所の設置場所の特殊事情その他の事情により、当該営業所の休日としても業務の健全かつ適切な運営を妨げるおそれがないものとして当該営業所につき主務大臣が承認した日

証券会社・証券取引所や保険会社などの金融業も、営業店の休業日は銀行に準じている。保険会社は受付電話窓口を無休で開設し、代理店で土曜日や日曜日に営業する事例も見られる。

### 労働基準法における休日
労働基準法上における休日とは、労働者が労働契約上、当初から労務提供義務がない日のことをいう。使用者は労働者に対して、少なくとも週に1回の休日を与えなければならない（法第35条1項）。1週につきこの1日を法定休日という。この週休制に対し、4週間を通じ4日以上の休日を与える場合については、第1項の規定は適用しない（法第35条2項）としている。これを変形休日制または変形週休制といい、4週の起算日を就業規則にて特定しておかねばならない（同法施行規則第12条の2第2項）。第35条1項が原則であり第35条2項はあくまで例外的な措置である（昭和22年9月13日基発17号）。

### 労務管理上の休み
日本の労務管理上は、「休日」と「休暇」は明確に区別されている。「休日」は法令や就業規則・労働契約などにより当初から労働義務のない日を指し、「休暇」は労働日と定められた日に使用者に申し出て休むことを指す。休暇とは本来は労働日だが義務免除されているものであり、その給与については法で有給と定められているもの（年次有給休暇）と、有給にするか無給にするかは労使の合意によるもの（生理休暇）とがある。

### 小学校の休業日
学校教育法施行規則第61条および第62条では、以下のように小学校について休業日を規定している。
- 公立小学校

1. 国民の祝日に関する法律（昭和23年法律第178号）に規定する日
2. 日曜日及び土曜日[注 6]
3. 学校教育法施行令第29条の規定により教育委員会が定める日

- 私立小学校

1. 当該学校の学則で定める。

### 交通機関における休日
鉄道や路線バスのダイヤは、週休二日制が普及する1970年代以前は、平日の月曜日から土曜日は平日ダイヤ、日曜日と祝日は休日ダイヤ（日本の場合、朝から夕方まで、平日日中と同様の運行パターン）で運行されていたが、週休二日制の普及により、都市圏では1980年代以降に土曜ダイヤ（主に夕方の運行本数の削減）の新設を経て、1990年代以降は休日ダイヤに統合された路線が多い。アーバンネットワークでは、1994年9月4日の関西国際空港開港に伴うダイヤ改正で、土曜日も休日ダイヤで運行するようになった。一部路線は1996年10月5日から実施。
郊外や地方で土曜日を平日ダイヤに準拠して運転している路線があり、JR時刻表は「平日時刻」と表記しており、都心に近い地域は平日ダイヤと休日ダイヤが混在した土曜ダイヤ（朝夕は休日ダイヤ、それ以外は平日ダイヤ）となっているJR東海交通事業城北線・熊本電鉄などの路線がある。土曜日を平日ダイヤで運転する路線でも、列車編成を平日より短くして運転している場合が多い。
福井鉄道福武線は、2010年4月1日の終電繰り下げに伴い、土曜ダイヤが設定された。終電以外のすべての列車を運行。
鶴見線・和田岬線・名鉄築港線など、工場への通勤が主体となる路線では、休日に極端に本数の減るダイヤとなっている場合がある。同様に高校生の通学が主体となるバス路線においても、休校日（長期休み期間中の平日も含む）には極端に本数が減るダイヤになっている場合も多い。欧米の都市圏通勤路線では特にこの傾向が強く、休日には全く運行されない路線もある。愛知環状鉄道やとよたおいでんバスなど、トヨタカレンダーもしくはそれに準じる勤務体制がとられている事業所への通勤が主体となる路線では、大型連休を除く通常期の祝日等（土曜・日曜にあたる日を除く）は平日ダイヤに準じたダイヤで運行している路線もある。
路線によっては現在も土曜日を独立したダイヤにしているところもある。週休二日制が普及したとはいえ、私立学校や病院・医院などでは、土曜日に午前中だけの授業や診察を行なっているところもあり、利便性を考慮している。
日本では、年末年始や旧盆前後の期間は、休日ダイヤで運行される場合が多い。JRや関東の私鉄・地下鉄は、旧盆期のダイヤは臨時列車を除き平日ダイヤに準拠しているが、関西・中京地区の私鉄・地下鉄では、旧盆期においても休日ダイヤで運転される。

### 日本の休日の歴史

#### 江戸時代以前
近代以降の法定休日の概念は存在せず、天気の良くない日、氏神の祭の日、元日、五節句、お盆、八朔などに仕事を休んでいた。ただし、官吏に限っては律令制の時代から定休日などの休暇（假）があった。現代と比較して平均労働時間は短く、休み時間も1日3回取られ(10時、昼、14時)、夏場など暑くなる時期は昼休みだけでも2時間あったとされる。当時外国から来た人達は普段は日曜日の休みが無いのに、盆の時期に突然休みになるという文化の違いに大いに困惑したと文献が残る。

#### 明治時代～戦前
当初は、1868年（明治元年）9月の太政官布告により、31日を除く1と6のつく日を休日としていた（五十日参照）。 しかし、欧米との交易などで不便があったため、1876年（明治9年）3月12日太政官達第27号「来ル四月ヨリ日曜日ヲ以テ休暇ト定ム」によって、欧米に合わせた、土曜日の午後（半ドン）と日曜日の終日を休日とするようになった。
祝祭日では、改暦の年である1873年（明治6年）に大きな動きがあった。
- 1月4日太政官布告第1号「五節ヲ廃シ祝日ヲ定ム」
  - 五節句を除外して、神武天皇即位日と天長節を祝日とする。
- 1月7日太政官布告第2号「休暇日ヲ定ム」
  - 盆（旧暦7月14日 - 7月16日）を除外して、正月三が日（1月1日 - 1月3日）・夏越の大祓（6月28日 - 6月30日）・年越の大祓（12月29日 - 12月31日）を連休とする。
- 3月7日太政官布告第91号「神武天皇御即位日紀元節ト称セラル」
  - 神武天皇即位日を紀元節と改称する。
- 6月23日太政官布告第221号「第二号布吿中六月二十八日ヨリ三十日迄ノ休暇取消」
  - 夏越の大祓の連休が取り消される。
- 10月14日太政官布告第344号「年中祭日祝日ノ休暇日ヲ定ム」
  - 元始祭・新年宴会・孝明天皇祭（先帝祭）・紀元節・神武天皇祭・神嘗祭・天長節・新嘗祭が休日となる。

1878年（明治11年）6月5日の「年中祭日祝日ノ休暇日ヲ定ム」の改正によって、春季皇霊祭・秋季皇霊祭が休日に追加された。1912年（大正元年）9月4日には「休日ニ関スル件」が施行されたが、祝祭日の内容について特に変化はなく、1927年（昭和2年）3月4日の「休日ニ関スル件」の改正によって、大正時代限定の天長節祝日が廃止された代わりに明治節が休日となった。
民間では1923年（大正12年）6月1日から三越と高島屋が公休日を廃止する動きが見られた。これは売上の増加を目的としたものであった。

#### 戦後
国民の祝日
1948年（昭和23年）、国民の祝日に関する法律（祝日法）の制定により、それまでの祝祭日を廃止し、新たに国民の祝日が定められた。
振替休日
1973年の祝日法改正により、国民の祝日と日曜日が重なった時、その次の日を休日（通称「振替休日」）とするようになった。
国民の休日
1985年の祝日法改正により、国民の祝日に挟まれた平日は休日（通称「国民の休日」）とするようになった。

#### 週休二日制
毎月1度でも週に2日休日があることを「週休二日制」と呼ぶ。誤解されがちであるが、毎週必ず休日が2日間設定されている場合は「完全週休二日制」と呼ぶ。
日本の週休二日制の導入は中小企業が先行、1962年（昭和37年）5月、山口県の水産加工業者が初めて完全週休二日制を導入した。大企業（上場企業）として初めて導入したのは三菱電機であり、1963年（昭和38年）から第1および第3土曜日を休日とする隔週週休二日制を導入（あわせて週平均所定就業時間を45時間から44時間に短縮）し、国内における労働時間短縮の先駆となった。
三菱電機が週休二日制を導入した2年後の1965年（昭和40年）4月からパナソニック（当時の社名は松下電器産業）は、毎週必ず2日間の休みがある完全週休二日制（週五日制）を日本の大企業で初めて導入した。創業者の松下幸之助は太平洋戦争後にアメリカ合衆国の企業を視察して、米国流の高賃金・高能率に影響を受けたことを明かしている。
公務員では、1963年（昭和38年）に千葉県庁が隔週週休二日制の導入を試みたものの、自治省などから反発を受けて撤回を余儀なくされた。しかしながら後続の埼玉県庁や東京都水道局などは有給休暇を利用した隔週週休二日制や、出勤する土曜日を8時間労働（当時の土曜日は半ドンであった）として隔週週休二日制を導入した。一方、政府は田中角栄首相が国会で「週休二日制の実施は公務員が一番最後だと思っている」と答弁するなど消極的な構えを見せた。
その後、遅れて1980年代ごろより、他の民間企業でも徐々に土曜日を休日とする週休二日制（週五日制）が広く採用されるようになった。これにより、週末は2連休、金曜日の祝日や振替休日・ハッピーマンデーがある場合は3連休となった。

少々意味が異なるが、戦後占領下に学校週5日制が一部地域で採用された。1948年（昭和23年） - 秋田県・滋賀県・長野県、1949年（昭和24年） - 山形県・福島県・千葉県・熊本県である。厳密に言えば週休二日制ではないが、アメリカ主導で行われた。日本人の自主性を育てること、社会が教育に参加することが目的であったが、週休二日制自体になじみがなかった当時の日本社会には受け入れられず、評判が悪く定着しなかった。
企業における週休二日制には法的根拠がある。1988年改正・1997年に完全施行となった労働基準法第32条で定められている法定労働時間により、1日の最大労働時間である8時間×5日間の労働をさせると、1週の最大労働時間である40時間に達する。このため、労働基準法第36条に基づくいわゆる「三六協定」を締結し、割増賃金を労働者に支払わない限りは週休二日制とせざるを得なくなった。ただし、企業によっては日曜日を含めて「週に2日分の休日」という考え方から「祝日が含まれる週には土曜日を勤務日とする」（祝日を休みにし、土曜日を勤務日とする）ところもある。一部の土曜日を夏・冬・GWなどの長期連休に移すところもあり、その場合は週によって「週休1日」となる。
銀行など金融機関では、1983年8月から第2土曜日のみ窓口業務を休止（他の土曜日は午前中のみ窓口業務を行っていた）し、1986年8月からは第3土曜日も追加された。その後、1989年2月4日からはすべての土曜日の窓口業務を休止するようになった。1992年5月1日から国家公務員も完全週休二日制を実施した。
2002年度から、公立学校でも土曜日を休日とする完全学校週5日制が実施された。一方、私立学校では中高一貫校・進学校を中心に、2002年以降も学校週5日制を導入しないところも多い。
学校の場合、休日が週2日になることより「勤務日・授業日が週5日になる」ことを前面に出し、「週5日制」という表現をしている。
大学では国公立大学の全てと一部の私立大学で週5日制となっている。ただし大学においては、多くの企業が休日となる祝日や振替休日においても、授業時間数を確保するため講義を行うことがある。
これをいち早く行ったのはホンダで、四輪車生産に乗り出してすぐに実施した（詳細は本田宗一郎の項目に詳しい）。
2015年度時点の状況について調査が行われた。主な週休制の形態をみると、「何らかの週休2日制」を採用している企業割合は85.2%となっている。「完全週休2日制」を採用している企業割合は、50.7%となっている。これを企業規模別にみると、1,000人以上が69.3%、300～999人が59.5%、100～299人が54.1%、30～99人が48.3%となっている。産業別にみると、金融業・保険業が91.2％で最も高く、鉱業・採石業・砂利採取業が22.6%で最も低くなっている。週休制の形態別適用労働者割合をみると「何らかの週休2日制」が適用されている労働者割合は85.2%、「完全週休2日制」が適用されている労働者割合は61.1%となっている。
このように休日の取得しやすさは業種・企業による差が大きい。国土交通省は建設現場での週休二日制の普及を支援している。

## 符号位置
| 記号 | Unicode | JIS X 0213 | 文字参照          | 名称                                        |
| ---- | ------- | ---------- | ----------------- | ------------------------------------------- |
| ㉁   | U+3241  | -          | &#x3241; &#12865; | 全角括弧付き休 PARENTHESIZED IDEOGRAPH REST |
| ㊡   | U+32A1  | -          | &#x32A1; &#12961; | 丸休 CIRCLED IDEOGRAPH REST                 |